# Special Olympics Guinée
Special Olympics Guinée est l'association guinéenne de Special Olympics International, le plus grand mouvement sportif mondial pour les personnes ayant une déficience intellectuelle et de multiples handicaps. L'objectif est de promouvoir ce groupe de personnes dans le sport et de sensibiliser la société à leur égard. L'association s'occupe également des athlètes guinéens dans les compétitions Special Olympics. 

## Histoire
Special Olympics Guinée a été fondée en 2018 et son siège est à Conakry.

## Activités
En 2018, 45 athlètes et partenaires unifiés ainsi que 25 entraîneurs étaient inscrits auprès de Special Olympics Guinée.

### Les sports
Les sports suivants étaient proposés par l'association en 2019 :
- football (Jeux olympiques spéciaux) ;
- athlétisme (Jeux olympiques spéciaux).

### Participation aux Jeux Mondiaux avant 2020
• Jeux olympiques spéciaux 2019, Jeux mondiaux d'été, Abu Dhabi (4 athlètes)

### Participation aux Jeux mondiaux d'été Special Olympics 2023 à Berlin
Special Olympics Guinée a participé aux Jeux mondiaux d’été Special Olympics de 2023. Avant les jeux, la délégation était prise en charge par le district de Rhein-Sieg et la ville de Bornheim dans le cadre du programme des villes hôtes. L'équipe a remporté une médaille d'or à ces Jeux mondiaux,.